# Dimas Oliveira Junior
Dimas Oliveira Junior (São Paulo, 17 de dezembro de 1958) é um cineasta, documentarista, jornalista e ator brasileiro.

## Biografia
Nascido em São Paulo, SP, e naturalizado taubateano, dirigiu e roteirizou, entre 1999 e 2006, 32 documentários pela Rede STV SESC-SENAC de Televisão. Assinou roteiro e pesquisas dos seguintes projetos: Do Inferno ao Paraíso (2014), Histórias de Vidas na Montanha Magnífica (2014), Raul Seixas, o Maluco Beleza (2005), São Paulo Urbanismo (2004) e Elis Regina: 20 anos de saudades (2002). Entre 1996 e 2000, trabalhos na CNT-GAZETA, TV BAND, REDE MULHER (RECORD). Idealizou, dirigiu e roteirizou o Projeto Memórias: Velhos Nomes, Novos Talentos (2014-2015), projeto de resgate e valorização da MPB dos anos 30, 40, 50 e 60, com 70 curtas metragens. Em 2015, dirigiu o longa-metragem “Quero Dizer-te Adeus”, veiculado no Canal Brasil (Rede Globo). Nos anos seguintes, dirigiu “Celly & Tony: Os Brotos Legais”, veiculado nos serviços de streaming. Em 1997, idealizou e dirigiu a minissérie “Cravos Vermelhos”, pioneira na teledramaturgia da TV Band Vale. Depois, em 2017, a minissérie se tornou um longa-metragem, estreado em São Paulo e em Taubaté pelo MISTAU – Museu da Imagem e do Som de Taubaté. Como ator, participou de filmes e curtas como "Nerdcast RPG Call of Cthulhu 2: O horror do Necronomicon", "Casa de Ninguém", "Vida Fácil", "A Loira do Banheiro" etc. Em 2019, recebeu o título de Cidadão Taubateano, pela Câmara Municipal de Taubaté. Além disso, trabalhou como palestrante e curador em exposições iconográficas culturais pelo Estado de São Paulo. Seu documentário "Leopoldina, da Áustria para o Trono do Brasil" já conta com mais de 1,6 milhão de visualizações na internet.

## Filmografia
- 2020: O Pássaro Azul (adaptado da peça O Pássaro Azul de Maurice Maeterlinck)
- 2019: Magdalena Querido Guisard: Arte e Vida de uma Musicista
- 2019: Luz e Sombra (adaptado do romance homônimo, escrito por Maria José Dupré)
- 2019: Celly & Tony: Os Brotos Legais.
- 2018: Leopoldina, da Áustria para o Trono do Brasil
- 2017: Cravos Vermelhos
- 2015: Quero Dizer-te Adeus (cinebiografia de Orlando SIlva)
- 2014: Rosina Pagã: A História De Uma Cantora do Rádio[7]
- 2011: Os Últimos Compassos
- 2011: Super Heróis do Sexo
- 2002: Aurora Miranda - A Irmã Notável de Carmen (em codireção com Luis Felipe Harazin)

## Prêmios[4]
- Prêmio Mauá de Excelência em Cinema Documental
- Medalha de Mérito Cívico de Desempenho em Artes Cinematográficas
- Título de Comendador da Ordem do Mérito Cívico e Cultural